# Stressreaktion
Stressreaktion ist die körperliche und seelische Reaktion auf die Einwirkung von Stressoren, welche das innere Gleichgewicht (Homöostase) verletzen. Zu unterscheiden sind die Reaktionen auf akute und auf andauernde Belastungen. Zugehörige Begriffe sind „Hyperarousal“ und „akute Stressreaktion“.
Die Stressreaktion ist eine durch die Evolution geformte, sehr schnelle Anpassungsmöglichkeit des Körpers an auftretende Gefahrensituationen, mit dem Ziel, das Überleben zu sichern. Es wird Energie bereitgestellt, um eine Reaktion zu ermöglichen, die der Situation angemessen ist: Angriff, Flucht oder Erstarrung, welche sich im Rahmen der Evolution als überlebenssichernd bewährt haben. Als weitere Wirkung wird die Aufmerksamkeit auf die Gefahrensituation fokussiert und andere energieverbrauchende Körperprozesse unterdrückt, da sie in der akuten Situation unnötig oder behindernd sind.
Die erste wissenschaftliche Erforschung der Stressreaktion ist die 1915 von Walter Cannon beschriebene „Fight-or-flight“-Antwort.
Der Mediziner Hans Selye konzipierte als Modell der menschlichen Reaktion auf chronische Belastungen das „Allgemeine Anpassungssyndrom“ (1936).
Fliehen oder kämpfen ist für Schwangere und Mütter von Kleinkindern evolutionär wenig sinnvoll, und Cannon hatte für seine Forschung auch hauptsächlich männliche Ratten verwendet. Als weitere Reaktionsmöglichkeit auf chronischen Stress fanden Shelley Taylor und Kolleginnen (2000) die „Tend and befriend-Reaktion“, die aus der Sorge um den Nachwuchs (tend= sich kümmern) und der Schaffung eines sozialen Netzwerkes (befriend= sich anfreunden) besteht. Sie ist bei Frauen etwas häufiger anzutreffen als bei Männern.
Neueren Forschungsergebnissen zufolge kann man nicht von einer einheitlichen Stressreaktion sprechen, da Art und Mechanismen der Reaktion auf psychischen Stress sich je nach Art des Stressors und der dadurch ausgelösten Emotion unterscheiden. Insbesondere zeigte sich in einer Studie, dass Überraschung und Schock mit einer erhöhten Ausschüttung des Stresshormons Cortisol und zugleich eines verringerten Prolaktinspiegels einhergingen, Wut und Demütigung hingegen mit einer erhöhten Ausschüttung von Prolaktin und verringertem Cortisol. Tendenziell geht eine Erhöhung des Prolaktinspiegels mit passivem Coping einher, eine Verringerung mit aktivem Coping.
Die Fähigkeit eines Menschen, verschiedenen Stressoren zu widerstehen, nennt man Resilienz.

## Physiologie

### Leistungssteigerung der Muskeln
Die Blutgefäße der Muskel werden erweitert, indem freigesetztes Adrenalin an die in der Skelettmuskulatur zahlreich vorhandenen β2-Adrenozeptoren bindet.
Durch die folgende stärkere Durchblutung werden die Skelettmuskeln vermehrt mit Sauerstoff und Nährstoffen versorgt, die für die Bereitstellung von Energie in Form von ATP durch die Oxidation von Glukose und Fett benötigt werden.
Durch Erhöhung des Sympathikustonus wird am Herzen eine Erhöhung der Schlagfrequenz und des Schlagvolumens bewirkt sowie der Blutdruck erhöht. Eine Adrenalinwirkung auf β2-Adrenozeptor findet auch in den Koronargefäßen statt, um den erhöhten Sauerstoffbedarfs des Herzens zu decken und in der Leber, um einen höheren Energiestoffwechsel zu ermöglichen.
Der erhöhte Nährstoffbedarf wird durch Freisetzung von Fettsäuren aus dem Fettgewebe und von Glukose aus dem Glykogenvorrat der Muskeln und der Leber gedeckt. Der vermehrte Sauerstoffbedarf wird durch Verstärkung der Atmung (Lungenventilation) und durch Ausschwemmen roter Blutkörperchen aus den blutbildenden Geweben gedeckt.

### Hemmung der Ruheorgane
Die Darmmuskulatur wird entspannt, die Verdauung gehemmt. Lymphatische Organe wie Thymusdrüse, Milz und Lymphknoten vermindern die Antikörperproduktion. Entzündungen in den Geweben werden gehemmt.

### Weitere Reaktionen
- Die allgemeine Erhöhung des Grundumsatzes führt zu einer Erhöhung der Körperkerntemperatur. Dadurch verlaufen die notwendigen chemischen Reaktionen schneller. Andererseits muss einer Überhitzung durch vermehrte Produktion von Schweiß entgegengewirkt werden.
- Erweiterung der Pupillen
- Die Niere hält Wasser zurück
- Die Kontraktion der Haarbalgmuskeln führt zur Aufrichtung der Haare („Gänsehaut“)

### Steuerung der Stressreaktion

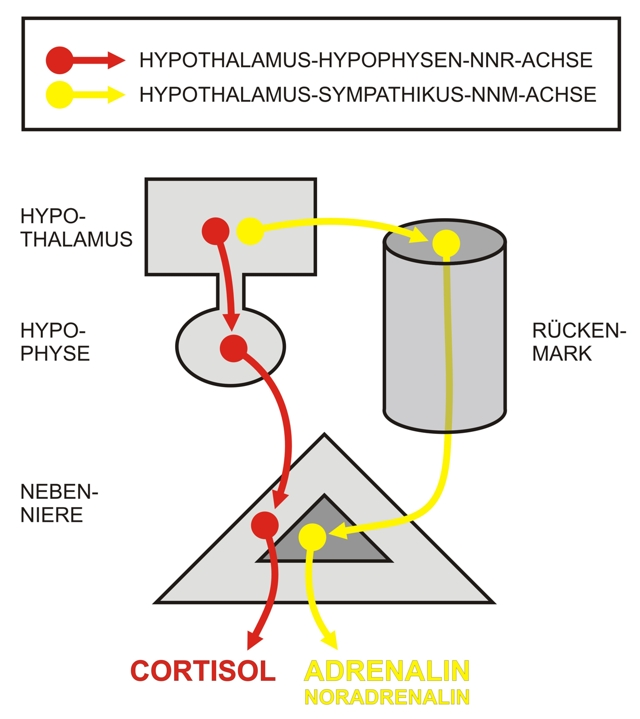

Über den Sympathikus: Über die Sinnesorgane gelangen Informationen über Stressoren in das Großhirn und ins limbische System. Hier findet die Bewertung der Situation als Stress-Situation statt. Signale an den Hypothalamus lösen Nervenimpulse an den Sympathikus aus.
Die Aktivität des Sympathikus verändert die Aktivität der Organe:
a) Aktivitätsorgane
- die Pupillen werden erweitert;
- die Speicheldrüsen produzieren weniger und zähflüssigeren Schleim;
- die Bronchien werden erweitert;
- die Herzschlagfrequenz wird erhöht;
- die Leber baut vermehrt Glykogen zu Glukose ab;

b) Ruhorgane
- die Magenbewegung wird verringert;
- die Geschlechtsorgane werden gehemmt.

Gleichzeitig aktiviert der Sympathikus das Nebennierenmark, welches Adrenalin ausschüttet (SNN-Achse).
Mit Hilfe von Adrenalin und Noradrenalin: Das Adrenalin und Noradrenalin verstärken die Wirkung des Sympathikus:
- Steigerung der Leistung des Herzens durch Erhöhung der Kontraktionsfähigkeit;
- Förderung des Glykogenabbaus in Muskeln und Leber;
- Mobilisierung der Fettsäuren des Fettgewebes;
- Erweiterung der Blutgefäße in den Skelettmuskeln;
- Verengung der Blutgefäße der Eingeweide;
- Unterdrückung der Insulinausschüttung.

Über die Hypothalamus – Hypophysen-Achsen: Der Hypothalamus aktiviert einerseits den Sympathikus, andererseits ist er Ausgangspunkt einer Kaskade von Hormonen, die die Stress-Reaktion verstärken und erweitern: Die vom Hypothalamus ausgeschütteten Hormone werden als releasing hormons (Liberine) bezeichnet, da sie in der nachgeschalteten Hypophyse die Freisetzung entsprechender Hormone, der Tropine, bewirken. Diese Hormone wirken wieder auf weitere Hormondrüsen, die ihrerseits Hormone ausschütten. Diese Hormone wirken auf ihre Zielorgane ein, gleichzeitig hemmen sie Hypophyse und Hypothalamus. Auf diese Weise ist gewährleistet, dass eine Stress-Reaktion bei fehlenden Stressoren auch wieder abgeschaltet werden kann.
Hormonkaskade der Hypothalamus-Hypophysen-Schilddrüsen-Achse (HHS-Achse):

Hypothalamus → TRH → Hypophyse → TSH → Schilddrüse → Thyroxin
Das Thyroxin fördert langfristig (Halbwertszeit 6 Tage) den oxidativen Stoffwechsel, erhöht die Körpertemperatur und stimuliert den Sympathikus.
Hormonkaskade der Hypothalamus-Hypophysen-Nebennierenrinden-Achse (engl. HPA-Axis):

Hypothalamus → CRH → Hypophyse → ACTH → Nebennierenrinde → Cortisol
Cortisol aktiviert den Glykogenabbau in den Muskeln, die Neubildung von Glukose in der Leber und hemmt die Ausschüttung der Hormone von Hypothalamus und Hypophyse.
Die Hypophyse produziert auch Endorphine, die die Schmerzempfindung dämpfen und die Körpertemperatur steigern.